# 牙狼-GARO- -VANISHING LINE-
『牙狼〈GARO〉-VANISHING LINE-』（ガロ ヴァニシングライン）は、2017年10月から2018年3月までテレビ東京をはじめとして、TXN各局ほかで放送された連続テレビアニメ作品。
惹句（キャッチコピー）は「それは、過去へと繋がる未来」「約束された未来 終焉のその先へ」。

## 概要
実写ドラマ・アニメで多数の作品が制作・展開されている「牙狼〈GARO〉シリーズ」（以下GARO）のうち、2Dセルタッチアニメーション作品群『牙狼〈GARO〉-炎の刻印-』『牙狼 -紅蓮ノ月-』に次ぐテレビアニメ第3弾である。
製作発表当初のタイトルは『VANISHING LINE』。放送開始の約1か月前に正式タイトルと、本作品がGAROシリーズに連なる新シリーズ作品であることが発表された。
アニメシリーズは実写シリーズとは異なり、1作ごとに作風を大胆に変えているが、西洋風ファンタジーだった『炎の刻印』、和風伝奇だった『紅蓮ノ月』に対し、本作品では現代（あるいは近未来）が舞台とされ、物語の随所でサイバーパンク調の要素が登場する。物語の前半は欧米風の文化をうかがわせる架空都市「ラッセルシティ」を舞台に「守りし者」たちとホラーの戦いを描き、後半は敵ホラーの拠点「エルドラド」を目指して「守りし者」たちが旅する過程で敵の真なる目的が明らかになり、ヒロインが重要な運命の決断を下す。
メインキャストには『炎の刻印』『紅蓮ノ月』に出演経験のある声優が多数配役されているほか、主人公・ソード役の関智一は『炎の刻印』でホラー（に憑依された人間）、『紅蓮ノ月』でラスボスに等しい役を経て、3作目にして主役の魔戒騎士となった。このことに対し、関は「3作目にして大出世致しました」とコメントしている。
スタッフには、『炎の刻印』でサブライターを担当した吉村清子がシリーズ構成として起用されている。監督には映画『牙狼〈GARO〉-DIVINE FLAME-』で演出を担当した朴性厚が抜擢された。
作画はアニメーターによる手描きと3DCGを併用しているが、第8話では実写シリーズでアクション監督を務める横山誠が監修したAAC STUNTSによる実写映像をアニメに落とし込むという趣向も凝らされており、アフレコは和田三四郎のアクションが流れる実写映像を用いて行なわれた。
また、アニメシリーズの『炎の刻印』『紅蓮ノ月』『VANISHING LINE』の世界は全て同一である。それゆえ、作中終盤には『炎の刻印』『紅蓮ノ月』の内容を過去の出来事と位置づける要素が盛り込まれている。また、『紅蓮ノ月』劇場版の『薄墨桜-GARO-』の入場者特典CDとなるクロスオーバーCDにもこの要素が盛り込まれており、主に本作品『VANISHING LINE』のキャラクターに焦点が当てられている。

## ストーリー
様々な人の夢や希望、そして欲望が渦巻く大都会ラッセルシティ。そこには、負の感情が凝り固まった「陰我」を抱えた人間も存在し、そんな者を餌とする魔獣・ホラーが闇に蠢いている。だが、ホラーあるところ、それを討滅する魔戒騎士と呼ばれる者たちも存在していた。
ある夜、魔戒騎士のソードはソフィという少女を助ける。ソフィは行方不明になった兄を探していたが、彼は「エルドラド」を追い求めていたという。ソードも聞き覚えがあるその言葉は、ホラーが企む何かしらの計画と深く関わりがあるらしい。
ソードはエルドラドの謎を突き止めようと、行動を開始。ソフィも、彼女を戦いに巻き込みたくないソードの思いとは裏腹に、兄の行方を突き止めるため、積極的にソードの後を追う。
魔戒法師のルークやジーナもホラーの討滅に勤しむ中、ルークの父にして白銀騎士でもあったクリストフェルことナイト（暗黒騎士ナイト）がソフィを狙って現れ、ソードとルークが立ち向かうもシティに壊滅的な被害を出してしまう。辛くもナイトと痛み分けたソードは、新たな指令を受けてソフィと共にエルドラドと呼ばれる何かがある西へ向かうのだった。

## 登場人物

### 主要人物
ソード
声 - 関智一
本作品の主人公。本名はヴィルヘルム・ランバルト。「ガロ」の称号を持つ魔戒騎士。3月14日生まれ。現在29歳。苦手な食べ物はほうれん草。
車に轢かれても平気な筋骨たくましい屈強な巨躯と鋼のような精神を持つ男性で、「人を知ろうとしない奴に人は救えない」が信条で、他の魔戒騎士とは違い、積極的に人々との交流を図っているなど人間味豊かな性格である。その一方で、他人のお菓子や飲み物をつまみ食いして意地を張るなど子供っぽい一面もある。主にラッセルシティを管轄としてホラーを討滅する。
10年前に、ビショップによって偽装されたシグナスラムテック社の爆発事故に巻き込まれて妹のリジーを失ってしまっている。当時は食事が喉も通らないほどにショックを受けていた。
過去シリーズの主人公とは違い魔戒剣を帯刀していることは少なく、ほとんどの場合は魔導輪ザルバを象った魔導二輪（バイク）の後部に収納している。そのため、剣だけでなく素手での戦闘にも秀でており、巨躯を生かした一撃でホラーを殴り飛ばすほか、ホラーの張った結界を砕くこともできる。また、石を相手の顔面に投げつけただけで相手を吹っ飛ばすことができる。その巨体の割にはかなり身軽。紅蓮ノ月の劇場版『薄墨桜-GARO-』のクロスオーバーCD2の第二話「宿命」では、ダイナーの店長にこの殴り飛ばす戦闘スタイルが魔戒剣並にソードの身に陰我を蓄積させているということが明かされた。
平時はおどけて振る舞い、巨乳を見ると二拍一礼して拝む「ご参パイ」を常とする一方、ホラーに関する事件に巻き込まれた人には後に記憶を消去するとわかっていても率先して関わることで、本当の意味での心のケアや前に進むための手助けをしている。
日頃は魔戒騎士として連絡を取るためにもダイナーに通う一方、フェイロンの経営する中華料理屋の2階に下宿しており、滞納した家賃の代わりに従業員の朝の賄い料理を作らされている。「ツケで飯を食う」と煙たがられてはいるが、一緒に飲み会をしたりもしていることから関係は良好な様子。
ダイナーではTボーンステーキをいつも注文するため、ソフィに食事のバランスを注意されるが、「考えながらの注文は楽しくない」とのこと。
劇場版『薄墨桜-GARO-』映像ソフト初回生産限定盤同梱のクロスオーバードラマCD4の完結編第四話「黄金」にも登場。雷吼、レオン・ルイスの2名の黄金騎士と共に、邪悪な思念の塊である魔獣と決着をつけた。また、考えることが苦手な彼であるが、魔獣がどのような意図でこのような時空連結での戦いの場を設けたかについて、いち早く気づいている。
ザルバ
声 - 影山ヒロノブ
ソードの相棒の魔導輪。一人称は実写シリーズと同じく「俺様」で、尊大な口調で喋る。ソード曰く「一言多いがそれなりには役に立つ」。魔導二輪の駆動キーの役割も兼ねる。
シートが化粧臭くなるという理由からソードが女性を乗せることを嫌っているが、ソフィについては悪態をつきながらも彼女の危機に独自の判断で駆けつけるなど、世話を焼くこともある。
エルドラドへ向かうソードとソフィの足となった道中、彼らを守るためにナイトへ特攻して大破する。その思いはガロの鎧に受け継がれて鎧を強化した後、ザルバ自身も導きの地でジーナによって新たなボディを得て復帰している。
ソフィ
声 - 釘宮理恵
修道院「カタリナホーム」で暮らすボーイッシュな少女。本名はソフィア・ヘネス。5月13日生まれ。現在13歳。
「エルドラド」という言葉を残して姿を消した兄を探す日々を送る中でホラーと遭遇し、ソードに助けてもらったことをきっかけに彼をつけ回し、行動を共にするようになる。衣装やぬいぐるみの「熊」がチャームポイント。
脱走や門限破りは日常茶飯事なかなりのお転婆で、シスターも手を焼いている。シスターからは空手を主とした格闘技の手解きを受けており、絡んできた酔漢を簡単に投げ飛ばすくらいの実力を持っている。インターネットを用いた情報収集にも秀でており、ソードたちも知りえない事件の真相にいち早く近づくことがある。
最終話では、ソードたちと共に数多くの困難に立ち向かった旅の経験から、ジーナのもとで魔戒法師を目指すことを決意する。
紅蓮ノ月の劇場版『薄墨桜-GARO-』のクロスオーバーCD1の第一話「紅雷」では、ジーナに筆と札による基礎的な戦闘方法を教えてもらい修行をしていることが明かされており、エマ・グスマンや星明と共にホラーと戦闘を行った。
- 当初はヒロインが存在しなかったり、ソフィが主人公で彼女を守るのが黄金騎士という案もあった。

ルーク
声 - 島﨑信長（幼少時代 - 富田美憂）
主に銃器系の魔導具を用いる魔戒法師の男性。本名はルカサー・ハーデン。12月24日生まれ。現在18歳。
寡黙で沈着冷静な性格で、「自分たちの仕事は可能な限り隠密」を信条としている。魔戒騎士を目指していた幼少期、魔戒法師にして母のアデレードを目の前で魔戒騎士にして父のクリストフェルに斬殺されたという過去を持つため、父が関わる事柄には我を失くしてしまう。
街中に結界を張ってホラーを追い込み、巨大な一つ眼が付いたスナイパーライフル型の魔導具による狙撃でホラーと戦う。また、拳銃型の魔導具を用いて空に街全体を覆い尽くすほど巨大な魔法陣を描き、雨を降らせることで一般人の記憶を改竄する術に秀でていることから、「雨男」の異名も持つ。拳銃型の魔導具はアデレードが使っていたもの。その他、ワイヤーによる空中移動もこなし、電気が発生する結界と雨を組み合わせたり護符を使うなどテクニカルな戦法を得意としている。エルドラドに向かう道中でビショップが持ち込んだホラーと対峙した際は、ジーナの持つガトリングを使用したこともある。
しばしばソードと組むが、自分のペースを乱したり、一般人に進んで関わるソードの方針を好んでおらず、彼からは「仕事のやり方に心がない」と評されていた。しかし、共に戦う中で互いに信頼関係を築いていく。また、ソフィのことも当初はまったく取り合わないなど毛嫌いしていたが、ウノンベラの一件で借りができてからは言葉を交わすようになった。
暗黒騎士と化したクリストフェルに惨敗したことで心神喪失状態に陥ってしまうが、シティの人々の救助や復興に際して自らの未熟さを痛感し、ソードと合流するために遅れて出発する。エルドラドへの道中に立ち寄った導きの地にて戦闘に剣を用いる戦術を会得したほか、最終話では4年後に魔戒騎士となっていることが確認できる。鎧は父の震鳴騎士ボルグではないが、カラーリングはこれとよく似た白銀を基調したものとなっている。紅蓮ノ月の劇場版『薄墨桜-GARO-』のクロスオーバーCD3の第三話「心闇」にて、鎧の名前が「ゼロス」であることが判明しており、レオン・ルイスはこの鎧を見て彼の父ヘルマン・ルイスの絶影騎士ゾロの鎧を連想していた。また、鎧を纏っていない場合は従来のように銃撃と剣術を組み合わせた戦法を取っている。
ジーナ
声 - 小清水亜美
並み外れて優れた美貌と豊満な胸を持つ魔戒法師の女性。本名はジーナ・エヴァンス。2月15日生まれ。現在23歳。
ホラーとの戦闘だけでなく、潜入などによる情報収集も行う。法師としての実力は確かで、近接格闘からライフルやガトリングなどの銃器、弓矢や槍の扱い、ワイヤーによる空中移動、車の運転といった様々な分野に優れ、ハイヒールに仕込んだナイフなど隠し武器も使いこなす。エルドラドでクイーンと対決しているときには、ルークのスナイパーライフルを使用し自身の用意した拡散弾を発射していた。ルークがテクニカルな戦法をとることとは対照的に、彼女は火力にものをいわせる力押しの戦法を得意としている。また、その美貌を用いて男性を手玉に取ることも得意としている。「守りし者」として、例え悪党だろうと人間を守ることには忠実である。
ソードやルークとは仕事絡みで近しい間柄ではあるが、「久しぶりの再会の挨拶」と称して車でソードをはね飛ばすなど、時に過激なスキンシップを取る。また、ソードたちには秘密にしている真の目的が別にあるらしい。
兄を探すソフィへの肩入れから、本気で魔戒騎士に関わるつもりがあるかを試すためにあえてホラー狩りに同行させ、悪行を行う人の現実に目を向ける覚悟があるかを問いただし、覚悟を決めたソフィを認めたようである。
エルドラドを目指す旅以降ではソフィのよき姉のような感じとなっており、最終話では魔戒法師を目指すことを決意したソフィの師匠となるような雰囲気を見せる。紅蓮ノ月の劇場版『薄墨桜-GARO-』のクロスオーバーCD1の第一話「紅雷」では、ソフィに筆と札による基礎的な戦闘方法の修行を施していることが明かされた。
ミア
声 - 岬優花
ジーナが飼っている魔界の獣。普段はジーナの胸の谷間に隠れている。
フェレットに似て細長く可愛らしいが、ジーナの身に危険がおよぶとムササビのような姿になって飛びかかり、顔つきも鋭い牙と爪を出すなど豹変する。ジーナによると「私の警護役」であり、特にソードに対しては全力で敵意を剥き出しにする傾向がある。最終話では、巨大なバリアのようなものを展開する能力を披露している。

### エルドラド
ナイト
声 - 浪川大輔
エルドラドキング支配下にある「三剣」の一人。ルークの父。暗黒騎士。本名はクリストフェル・ハーデン。8月25日生まれ。
かつては震鳴騎士ボルグの称号を持ち、当代最強の白銀騎士と謳われ、ソードをはじめ多くの魔戒騎士に尊敬されていたが、力とそれによる勝利を求めるあまり禁忌の書に触れて妻のアデレードを斬殺し、暗黒騎士に堕ちた。得物は薙刀型の魔戒剣。表の仮の姿は、ガルエデン社の警備部門の統括。キングの指輪の呪縛を受けており、キングの命によりソードたちと幾度となく接触する。
ラッセルシティの警察署でソフィの情報を手に入れると修道院に現れ、ソフィの目の前でシスターを刺殺する。そこに駆けつけたルークを一蹴したうえでソードと戦い、自身の右腕を負傷させるほどの彼の強さに喜び、一時撤退して彼らの到来を待ち受ける。
エルドラドでの決戦では、実力を上げたルークをまたも破る。その後、ソードがキングを討滅したことで指輪の呪縛が解かれ、真のエルドラドへ突入し、現実世界への脱出を急ぐソードを妨害して自身の意思で勝負を挑むが敗北、堕ちた鎧と共に消滅する。
紅蓮ノ月の劇場版『薄墨桜-GARO-』のクロスオーバーCD3の第三話「心闇」にも登場。時空を操るホラーがルークに見せた幻影で、その実態はレオン・ルイスなのだが、心を惑わされたルークは父ナイトと認識して戦闘を行う。
クイーン
声 - 朴璐美
エルドラドキング支配下にある「三剣」の一人。片目が髪で隠れた妖艶な女性。エルドラドキングに絶対の忠誠を誓っており、自らをキングを守る最強の盾を自負する。性格は極めて冷酷で、魔界の食虫花を自在に操る他、体術や髪留めの紐を使用する。表の仮の姿は、エルドラドプロジェクトの中核メンバーの一人で、プロジェクトリーダーの秘書として全面のサポートに務めている。
最後はジーナに深手を負わせるも討滅されるが、その際には彼女に「堕ちた魔戒法師」と呼ばれていたことから、元は魔戒法師だった模様。
紅蓮ノ月の劇場版『薄墨桜-GARO-』のクロスオーバーCD1の第一話「紅雷」にも登場。時空連結の闇の中でソフィに語りかけており、崇拝していたキングがソードにより討滅されたことも知っている模様。
ビショップ
声 - 堀内賢雄
エルドラドキング支配下にある「三剣」の一人。常に爪を整えているメガネをかけた細身の男性。飄々とした口調でナイトやクイーンと接する。人や物を依代にして現世に現れた他のホラーと違い、純粋なホラーである。策謀家であり、時に小さな町一つをその策謀に使うほか、影に潜り込み姿を消すような能力でさまざまな場所に現れる。表の仮の姿は、ガルエデン社の重役で、プロジェクト統括を担当している。性格は極めて慎重かつ狡猾で、手下を駒として相手の性格や実力を探らせ、その相手に最も効果的な攻め方で相手の怒りや憎しみといった負の感情を引き出して楽しむことを好む。
三剣で唯一、最後まで討滅されることはなく、真のエルドラドが破壊されてキングが討滅された際には指輪による支配が消えて自由が戻ったことに満足したのか、遊びを求めてどこかへ姿を消す。
ドクター・スタンリー
声 - ふくまつ進紗
ビショップの配下であるホラーの科学者。赤子のような本体を持ち、ローブを羽織ったダミーの身体を持つ。
負傷したナイトやクイーンの身体を液体内で治癒させるなど高い技術に反して戦闘能力は低く、最後はビショップに見限られて爆弾を咥えさせられ、爆死する。

### 魔戒の者
ウェイトレス・チアキ
声 - たかはし智秋
ソードの通うダイナーのウェイトレス。制服からこぼれそうなほどの巨乳の持ち主で、よくソードに拝まれる。店舗奥のカーテン越しにシルエットのみを見せる店長（神官）からのメモや伝言をオーダーを取ると共にソードに渡すといった、番犬所の指令の伝達係の役割で、食事中の彼の前によく現れる。日頃はウェイトレスとしての明るい口調で立ち回る一方、フェイロンたちとも通じており、有事の際には真剣な口調で彼らとソードたちの連絡を取り持っている。
ラッセルシティ外のガソリンスタンドにも同じ顔の店員がいる。
フェイロン
声 - 土師孝也
ラッセルシティの一角にあるチャイナタウンを取り仕切る老人。元はかなり高名な魔戒法師で、先代の牙狼のパートナー的存在だった。今は隠居しているが、有事の際には市内の魔戒関係者たちを束ねて動く。
メイファン
声 - 高垣彩陽
ソードが居候している中華屋の看板娘。片言で会話する。魔戒法師見習いでもあり、有事の際にはホラーを消滅させる護符を手にして動く。
日頃は店舗内に立つ一方、目覚まし時計で起きられないソードを銅鑼で起こすなど身の回りの世話を焼いている。ルークとも付き合いが長く、第24話では彼に好意を寄せているような描写がされている。
アデレード・ハーデン
声 - 魏涼子
ルークの母。魔戒法師。魔戒法師としての服装はネイティブアメリカン風の格好。二丁の拳銃を使う戦術を取っており、息子であるルークにも銃の使い方を教えていた。
強さを求めるあまり禁忌の書を使おうとする夫を一度は止めるものの、結局は聞き入れられずにルークの目の前で殺害され、事切れる前に力の使い方を彼に諭した。
店長（神官）
声 - 鵜殿麻由
ダイナーの店長を務める。ソードがリジーを失った当時も務めており、その際のシルエットや喋り方は『炎の刻印』に登場したガルムにかなり酷似しており、本人である可能性は高いが、真相は不明。
最終話のスポンサー読み上げ画面ではシルエットが解禁され、エプロン姿のガルムが映っている。
紅蓮ノ月の劇場版『薄墨桜-GARO-』のクロスオーバーCD2の第二話「宿命」にも登場。ソードの拳で殴る戦闘スタイルに呆れかえっていた。
リジー
声 - 大橋彩香
ソードの妹。本名はエリザベス・ランバルト。
10年前スクールに通っていたところで、ビショップによって偽装されたシグナスラムテック社の爆発事故に巻き込まれて死亡したため、物語開始時点ですでに故人。しかし、その魂は真のエルドラドに取り込まれて生き続けていたことが、後に判明する。兄と同じく黄金騎士の血を受け継いでいたためにキングによる支配を免れており、真のエルドラド内からエルドラドに関する情報を社員に流すほか、エルドラドに辿り着いたソードたちをサポートするなど、様々な形で守りし者としての役割を果たしている。
真のエルドラドが崩壊していく際には兄のことをソフィに託し、消滅する。

### その他の人物
マーティン・ヘネス
声 - 朴璐美
ソフィの兄。優しい性格で、常にソフィを可愛がっていた。ITスキルにも長けており、天才ハッカーとして裏の世界では伝説的な存在となっている。
ある分野において技術革新をもたらす発明をし、多くの企業からスカウトを受けていたが、ある日突然、自身のパソコンのパスワード入力画面に「エルドラド」というキーワードを残して姿を消す。このとき、ガルエデン社からスカウトされて真の「エルドラドプロジェクト」のリーダーに採用され、すべてのホラーを従えることができる指輪をクイーンより授けられていた。マーティンは陰我が全くない清廉潔白な思いから妹の純粋な幸せを願って、すべての人間が理想の世界で幸せになれるよう「真のエルドラド」を作成していたが、実際には「ホラーは指輪の主を絶対に守らなければならない」という能力を秘めた指輪内に潜むキングが、真のエルドラドを完成させることができるマーティンを完成まで守り続けた後に彼の中に陰我を見出して復活を果たし、真のエルドラドを利用して世界中の人間の魂を食らうという計画に利用されていただけに過ぎなかった。自分が作り上げた真のエルドラドが多くの人間の犠牲の下に成り立っていることをソフィに明かされ、さらには親愛なる彼女にせめてもの贖罪として殺害されかけたことで、自身の今までは何だったのかと失意の底に堕ち、ここから陰我が生まれ指輪をゲートとして現れたキングに喰われてしまう。真のエルドラド作成中に「すべては妹のために」という思いで真のエルドラドの管理者権限をソフィにも設定しており、エルドネット内でソフィにパスワード「Everything is for my sister」を伝え、真のエルドラドのデリートの手助けを行った。
紅蓮ノ月の劇場版『薄墨桜-GARO-』のクロスオーバーCD1の第一話「紅雷」にも登場。時空連結の闇の中でソフィに語りかけ、闇に呑まれそうになったソフィを現実世界へ送り出した。
シスター
声 - 田中敦子
カタリナホームのシスター。本名は不明。
じゃじゃ馬なソフィに日々手を焼きながらも彼女に愛情を注ぎ、兄を探し続ける彼女を心配している。ソフィら子供たちを守ろうと身を呈する勇ましい一面も持っており、日頃から教えている格闘技の腕前は人間態のホラーとも渡り合うほどであるが、第7話で重傷を負わされたところに現れたナイトからソフィを逃がそうとして彼女の目の前で刺殺される。
アンヌ
声 - 堀井千砂
カタリナホームでソフィと同じ部屋に住む少女。外見はアングロサクソン系の風貌。ソフィと仲が良い。

## 魔戒騎士
黄金騎士ガロ
ソードが鎧を召還した姿。鎧は過去シリーズと同様に魔戒剣で円を描くことによって召還される。
黄金に輝く全身に薄紫色の目と紋様が走っているほか、牙狼剣は鍔がなく幅広になっている。感情の高揚に応じて全身のラインが薄紫色に発光する。
黄金騎士ガロ・ザルバ融合
第17話で、ナイトへ特攻したザルバをガロの鎧が融合する形で、紋様が金色になり、ボリュームが増えるなど意匠がマッシブに変化している。
第23話においてキングの絶対支配に取り込まれた真のエルドラド内にて、守りし者としての強い決意により、魔導二輪と共にさらなる進化を遂げ、永続的に牙狼剣が巨大化しており、魔導二輪も装備が増強され赤い炎を噴出して走行するようになる。
暗黒騎士ナイト
ナイトが鎧を召還した姿。薙刀状の魔戒剣で正面に円を描くことで召喚される。アニメ第1作同様、単純に闇に堕ちた騎士という設定になっており、最終話ではホラーが取り憑いていたかのような描写がなされていた。
巨大な腰当てや随所に鋭いパーツがある禍々しい漆黒の全身に、赤い紋様が入っている。また、兜の口部分はバイザー状になっており、その奥にはドクロのような人面が覗く。
第23話の終盤、真のエルドラドから脱出するソードとザルバの前に、黒い魔導二輪に乗り進化した魔戒薙刀を持って現れる。
闇に堕ちる前の鎧の称号は「震鳴騎士ボルグ」で、当代最強の白銀騎士と謳われていた。

## ホラー
特記のないものは公式サイトの解説による。
素体ホラー
第8話などに登場。人間などに憑依する実体化前のホラー。
ラッセルシティの地下にてソフィとメイファンを襲撃したほか、エルドラドでは人間そのものをゲートに出現した。
セルヴィエル
第1話に登場。目のない顔を持つ全身に女性の乳房状の物体を無数に生やし、女性ばかりを捕食するホラー。
獲物を貯水槽に追い込むもソードに阻止され、討滅された。
オブセシアン
第1話に登場。気まぐれで滅多に客を取らない、「ムーンウィザード」の名で知られる敏腕占い師・リカルド（声 - 梶裕貴）に憑依して出現した。
オブセシアンに憑依される前からリカルドは幾多の殺人に手を染めており、憑依された後はラッセルシティを騒がせる連続失踪事件の元凶として、インターネットを用いて集めた赤い髪の女性を捕食していた。
ソフィを自身の「館」に誘き寄せ、喰らおうとしたところをソードに阻止されて追い詰められ、顔の下に口を持つ巨大な正体を現すが、鎧を召還したソードによる牙狼剣の一撃で四肢を切断されたあと、タンクローリーに突っ込み、爆炎に包まれながら討滅される。エルドラドの情報を有するような口振りで話していたが、ザルバには「所詮はただの殺人鬼」と唾棄された。
ビーガンド
第2話に登場。かつて短距離走で金メダルを得るが、看板の落下事故によって走れなくなった元陸上選手・ハーディー（声 - 髙階俊嗣）に憑依して出現した。
ハーディーは恋人にして介助人のエニス（声 - 小林沙苗）と共に車椅子でのリハビリ生活を送っていたが、走ることへの執着から自暴自棄となり、車椅子をゲートとして出現したビーガンドに憑依されてしまう。その後、健脚を与えられたことで欲求のままに街を走り回っては、目についた人間を捕食していた。
ソードたちとの戦いでは黒い裸の巨人のような正体を現し、魔導二輪による追跡を振り切るほどの走力を見せるが、ルークの遠距離狙撃で頭部を撃ち抜かれ、体勢を崩されたところに牙狼剣を受け、討滅される。
アグリゲート
第3話に登場。人工知能を搭載したCRT時代のデスクトップパソコンに憑依して出現した。
本体はコンピュータネットワーク経由の高い情報収集能力を持つが、コードを触手のように用いることはできても拠点のビルの一室から移動することはできないため、チンピラのダミアン（声 - 木内秀信）をそそのかして成り上がりを能力で助け、彼に敵対するギャングたちを餌としてビルへ拉致させては捕食していた。潜入してきたジーナを無数のコードで追い詰めるが、彼女の策でソードに裏をかかれて本体を破壊され、コードだらけの巨大な姿を現したところを討滅される。
なお、いずれは餌にされるとジーナに分析されていたダミアンは、後日にギャングからの報復で殺害されたことが報じられた。
ラングリエン
第4話に登場。温厚な外面とは裏腹に嫉妬深くDVを振るう神父のリプリーに苦しめられていた、彼の妹・マリー（声 - 松谷彼哉）に憑依して出現した。
ソードの行方を求めて来訪したソフィの若さと美貌への執着も見せ、地下室に逃げ込んだ彼女の目の前でかつての自分のように監禁した上で拷問して殺害したリプリーの腐乱遺体を喰らい、全裸の全身を裏返しにして両腕の刃でクモのように四足で這いずり回る正体を現す。
ソフィに襲いかかったところを駆けつけたソードに迎撃され、教会を舞台に交戦するも、ソフィに鐘を落とされたことで生じた隙を突かれ、討滅される。
スラビー
第5話に登場。資産家を対象に相談を受けたり子供を預かったりしていた資産家のレディ・ヴィオラ（声 - 斉藤貴美子）に憑依して出現した。
飼い猫などに化けた複数のホラーを操るも、それらがすべて自分の触手であることを自覚しておらず、本人は「ホラーを操る指輪を行使している人間」だと思い込んでいた。ヴィオラは若かったころに行った悪魔召喚の儀式で現れたスラビーに憑依されており、脱走した子供や行方不明となった我が子を心配する親を捕食していたが、ソードやソフィと共に資産家一家を装ったジーナの策でソードに肉体関係を迫った隙を突かれて真実を暴かれ、腹を縦に裂く巨大な口を持つ溶解した正体を現す。
ジーナに襲いかかった直後、駆けつけたソードに背中を貫かれ、討滅される。
ウノンベラ
第6話に登場。古びた映画館に憑依して出現した。
アグリゲートと同様にその場から動けないタイプであり、「L-13」の席に座った人間にその者の過去にまつわる幻覚を見せ、臓物内に巨大な単眼が覗く正体のフィルム内へ取り込んでから一飲みにして捕食する。その方法から「毎晩人が消える」という噂になっており、調査に訪れたルークをも捕食しようと取り込むが、自分なりの調査で情報を得たソフィを介して駆けつけたソードがルークに現実を突きつけたことから、捕食寸前に覚醒した彼とソードの同時攻撃で討滅される。その直後、映画館も丸ごと消滅した。
ポーン
声 - 高瀬右光
第7話に登場。ビショップの先兵。キングに従属したホラー。三剣の指示を受け、さまざまな場所で暗躍する。
教育機関向けのツアーコーディネーターを装って、カタリナホームを訪れ、シスターに接近する。ホラーの餌にするため、「事情が変わった」と子供たちを連れ去ろうとするが、そこでシスターが応戦し、巨大な虫のような本体を現す。三剣の真の目的であったソフィに手を出そうとしたため、駆けつけたナイトによって討滅される。
ゲルマ
第10話に登場したサラリーマンに憑依していたホラー。2人の騎士の戦いで荒廃化したラッセルシティで救助活動を行っていたレスキュー隊員を襲った。
巨大な口を広げ、隊員を捕食しようとするが、ルークによって討滅される。
アグレガ
第10話に登場。赤い三つ目や淀んだ黒い体躯を持つ集団で動くホラー。
俊敏な動きで、ホラー狩りに訪れた一家を襲うが、ルークによって討滅される。
アルフィル
第11話に登場。ビショップの配下。
西部の田舎町「サン・デル・ディオス」を守る若い保安官・アルフィル（声 - 木下浩之）として人々から厚い信頼を得る一方、町をホラーの餌場として統括していた。ビショップの策によってソードを連続少女誘拐犯に仕立て上げ、町の人々を銃器などで武装させた自警団としてソードの排除に扇動する一方、酒場の女主人のナタリア（声 - 林真里花）にソードからの救出という名目でソフィを拉致させようと目論むが、ソードとソフィへの合流に現れたジーナの介入によって失敗し、筋骨隆々の身体にテンガロンハットや手錠に似たパーツ、象のように伸縮する左腕や爪を持つ正体を現す。最後はソードに正面から斬られ、討滅される。
なお、一連の扇動から討滅に際して町は破壊されたが、ジーナが事前に人々を結界へ避難させていたため、犠牲者は出なかった。
ラスタパンジェ
第12話に登場。ラッセルシティで経営していた会社の倒産を経て、現在は西部の辺境でモーテルを経営しているマシュー（声 - てらそままさき）の、裕福だった当時への執着心という陰我に呼び寄せられて出現した。
液状の身体で地下の貯水タンクに潜む一方、マシューに誘われて宿泊した客のもとへ水道管を経てシャワーから出現しては捕食し、マシューが客の金品を奪ってはシティに戻るための資金として貯蓄していた。
宿泊したソード一行に対し、まず入浴中のソフィとジーナに襲いかかるも失敗したため、マシューを捕食して液状のまま人型を模した巨大な正体を現す。最後はジーナの法術とソードの斬撃を受け、討滅される。
なお、正体を現した際にモーテルは破壊されたが、マシューの妻のサラ（声 - 木村香央里）と息子のジョージ（声 - 鈴木裕斗）は、ジーナの法術によってモーテルの破壊とマシューの死を竜巻によるものと記憶を改ざんされた。
ナムレス
第14話に登場。「封印の地」で闇に堕ちた元魔戒騎士が変化したホラー。鎧を着たままホラー化したのか、その意匠が残っている。
「封印の地」を訪れたルークと交戦するが、彼の槍によって動きを封じられ、そのまま銃弾を浴び、討滅される。
ベゼル
声 - 松岡禎丞
第15話に登場。キングを倒すことでエルドラドを手に入れようとしていた野心家のホラー。
端正な二枚目の人間態の容姿とは裏腹に、残忍な性格を持つ。相手に自分の顔を植え付けることで一方的に分身として支配し、これを自身の体内にストックすることが可能で、分身はかすり傷程度ならすぐに回復する再生能力を持つ。分身を使役し自らも変態してクイーンと交戦するも戦いに敗れ逃亡するが、ナイトによって真一文字に斬られて討滅される。
ヘムリオ
第15話に登場。第32区にある食堂「CLUB VERA」を統括していたホラー。クラブのイベントでは司会を務め、そこを訪れた客を選りすぐって餌としていた。ベゼルと交戦するがクラブハウス内の大量のホラー共々敗れ、ガルエデン社の社屋に張られていた結界に押し付けられ、黒焦げになって消滅する。
魔界の食虫花
第15話に登場。クイーンが使役している魔界の植物。何でも食らう貪欲な性格である。小さな個体から、ビルを覆う巨大な個体まで様々なサイズが存在する。
クイーンがベゼルと交戦した際に彼女によって操られ、ベゼルの動きを封じ、絞め殺した。そして、ベゼルの躯体を依代に新たな花を咲かせた。
車両群
第17話に登場。ソードたちを襲った大量の車両。ホラー自体なのか、ホラーが運転しているのかは不明。
シスミス
第17話に登場。ビショップの配下。
飛行が可能なほか、棒状となって地上に落下することで攻撃を仕掛ける。
ソルカン
第17話に登場。ビショップの命でソードたちを襲ったホラー。
9つの首を持ち、地中から這い出るが、ソードによって全て討滅される。
ノルマ
第18話に登場。特殊部隊のようなホラー。
ガルエデン社の元社員たちを抹殺するため、重火器と暗視装置を武装し、集団で彼らを襲う。

## 関連用語
魔導二輪
ソードが普段から移動に使う大型バイクで、従来の魔導馬にあたるもの。ザルバが起動キーとなっており、タンク部分に装着することでエンジンが起動する。ガソリンにあたる動力エネルギーは魔導火。
その巨体に似合わずどんな場所も走破する機動力を持つ。ソードの呼び出し（意思感応）による単独での自立走行が可能であるほか、魔戒剣の携行用ホルスターを備えており、離れた場所に剣を射出することも可能である。
ソードが牙狼の鎧を召還した際には魔導二輪にも黄金の鎧状のパーツが生じるほか、左右には尖った腕状のパーツ、カウル部分には巨大なザルバのパーツが新たに生じ、ホラーを掴んで人気のない場所に移動させることも可能となる。
第23話〜最終話では、暗黒騎士ナイトも自身の黒い魔導二輪に乗って黄金騎士の前に出現し、デスマッチのバトルを挑んだ。
- 本作品がアメリカンヒーローのようなイメージだったため、エグゼクティブプロデューサーの二宮の「バイクでロードムービーがやりたい」という発言から、ザルバがバイクに変形するものとなった。なお、「ザルバイク」というもう一つの公式名称があり、脚本や設定でもこちらが使われていた。

ラッセルシティ
本作品前半の舞台であるメガロポリス。ビルや広告が立ち並んで華やぐ一方、大きな警察署はあるが昼間から少年すら平然と犯罪に走る、日没後には街娼が立つなど、治安は良いとは言えない。また、欲望に凝り固まって陰我を抱えた人々が多いことから、ソードたちがホラーの討滅を担当している。
中華街（チャイナタウン）
ラッセルシティの一角に位置する、フェイロンら魔戒関係者たちの拠点。ソードの住処でもある。
導きの地
第13話に登場。
ヴァヌート
第13話に登場。「導きの地」にある神殿に棲息する狼に似た怪物。魔獣であるかは不明。
ジーナによって全滅させられる。
オルカライ
第13話に登場。「導きの地」にある神殿に棲息する巨人。獣骨に似た仮面を被っている。
ジーナを法力が効かない巨大な体躯や斧で追い詰めていくが、彼女が張った結界で消滅させられる。
エルドラド
ソードとソフィが探しているキーワードで、本作品後半の舞台である研究都市。ラッセルシティやネット上では「エルドラドに行けば幸せになれる」とされる理想郷・天国と噂されている。表向きは世界規模のネットワーク会社ガルエデンが誇るラッセルシティの遥か西方のどこか最果ての地にあるとは思えないほど、ハイテクノロジーの恩恵を受けているが、その実態はホラーたちが自分たちの理想郷を築くために独自のネットワークシステムであるエルドネットシステムを使い、ラッセルシティで進めている陰謀の中心地である。また、エルドラド内では通常のネット回線は使用できず、自身の端末からエルドネットにアクセスする必要がある。エルドラドに住む大半の人間はホラーと化しており、ここへたどり着いた人間はホラーのために生き、ホラーのために死ぬことになる。
エルドラドキング
声 - 中尾隆聖
エルドラドの支配者のことを指す。指輪の主である古のホラーをこう呼ぶが、その指輪を所持していたマーティンもエルドラドキングと呼ばれていた。アニメ第1作・第2作の魔戒騎士や魔戒法師のことはおろか、それらの作品内での出来事すら知っており、日本でいうところの平安時代から存在している。導きの地によれば知力に長けており、自分で戦場に赴いて戦うよりも、自分の能力でホラーたちを従えて勝利することが得意とされている。実際に、マーティンを指輪の主と選んでエルドラド三剣に守り抜かせ、三剣やホラーたちを使役してソードたちに幾度も戦いを挑み、その戦いの中でソフィをホラーとの巻き込んで多くの死者を彼女の眼に焼き付けさせている。さらには、真のエルドラドの作成に要した人々の死をマーティンには見せずに完成させ、ソフィのためにどれだけの犠牲を生んできたのかを彼に直視させることにより、マーティンに陰我を見出して復活を果たしている。
二足歩行のメキシコサンショウウオのような外見で、真のエルドラドと接続することによってエルドネットとインターネットを介して世界中の人間の魂を五感を持ったままエルドネット内へ一方的に引きずり込み、その魂を食らうことでエルドネットの規模をさらに拡大していくことができるほか、エルドネット内部では真のエルドラドの世界そのものとなってあらゆる者を支配して食らいつくす脅威的な能力を発揮する。現実世界においても、小さなエネルギー弾を投げ飛ばすだけでも広範囲を破壊することが可能であるうえ、エルドラドの街をコントロールすることが可能である。さらには、ホラーを操る指輪の能力も備えている。
真のエルドラド
ガルエデン社にスカウトされたマーティンが設計した電脳空間。マーティンは願いがなんでも叶う理想郷と信じて作成していたが、その実態はエルドラドキングが世界中の人間の魂を食らうための電脳空間。起動すればエルドネットと世界中のネットワークとを接続し、これを介して現実世界の人間の魂を電脳空間へ一方的に引きずり込むことができる。キングと一体化してその能力を遺憾なく発揮。真のエルドラドの世界そのもの、およびコアとなったキングは黄金騎士をも取り込んで支配して沈黙させたが、守りし者の使命を貫くソードがザルバと共にさらなる進化を遂げたことにより、支配を解かれる。キングが真のエルドラド奥深くでソードに一閃されたうえ、ソフィが管理者権限でエルドラド消滅のパスワードを入力したことにより、エルドネット共々消滅した。
三剣
エルドラドキングの支配下にあるナイト、クイーン、ビショップの3人の魔戒関係者。
ガードボット
第20話に登場。「エルドネットシステム」の異常を排除するために活動するロボット。
巨大な顔を背中に持つ蜘蛛のような容姿を持ち、壁面も自在に移動が可能。

## スタッフ
- 原作 - 雨宮慶太
- 監督 - 朴性厚
- シリーズ構成 - 吉村清子
- キャラクター・ホラーデザイン原案 - 岡崎能士
- キャラクターデザイン - 岸友洋
- プロップデザイン - 佐野誉幸、川元まりこ
- 美術設定 - 大久保修一、友野加世子、乗未美穂
- 美術監督 - 峯田佳実
- 色彩設計 - 忽那亜美
- 撮影監督 - KIM BOO CHEOL、浅川茂輝（第13話 - 第24話）
- CG監督 - 沢村武馬
- 編集 - 廣瀬清志
- 特殊効果 - 入佐芽詠美（第1話 - 第12話）
- モーショングラフィックス - sankaku△
- 音響効果 - 中野勝博
- 音響監督 - 久保宗一郎
- 音楽 - 高田龍一、広川恵一（MONACA）
- 音楽プロデューサー - 井上俊次、岩下由希恵（Lantis）
- アニメーション制作 - MAPPA
- エグゼクティブプロデューサー - 二宮清隆
- アニメーションプロデューサー - 野田楓子、小川崇博
- プロデューサー - 河波佑介（第1話 - 第12話）→鈴木隆浩（第13話 - 第24話）、久保亨
- 製作・音響製作 - 東北新社
- 特別協力 - サンセイアールアンドディ

## 主題歌
オープニング主題歌
「EMG」（第1話 - 第12話）
作詞 - 奥井雅美 / 作曲 - きただにひろし / 編曲 - 栗山善親、寺田志保、横関敦 / 歌 - JAM Project
「HOWLING SWORD」（第13話 - 第24話）
歌・作詞・作曲 - 喜多修平 / 編曲 - 長澤孝志

エンディング主題歌
「ソフィア」（第1話 - 第12話）
歌・作詞・作曲 - 奥井雅美 / 編曲 - 長田直之
「Promise」（第13話 - 第22話）
歌・作詞・作曲 - 米倉千尋 / 編曲 - 宮崎京一、generatiONmaster
「Everything is for my sister」（第23話）
作曲 - 広川恵一（MONACA）

挿入歌「Tomorrow With You」（第9話、第24話）
作詞 - Yosh / 作曲・編曲 - 広川恵一 / 歌 - MIWAKO

## 各話リスト
| 話数   | サブタイトル     | 脚本     | 絵コンテ        | 演出                 | 作画監督                                                                   |
| ------ | ---------------- | -------- | --------------- | -------------------- | -------------------------------------------------------------------------- |
| 第1話  | SWORD            | 吉村清子 | 朴性厚          | 朴性厚               | 岸友洋、小美野雅彦、芦谷耕平 小田裕康、朴性厚、キム・ゼヒョン              |
| 第2話  | LUKE             | 村越繁   | 朴性厚          | 板井寛樹             | 赤井方尚                                                                   |
| 第3話  | GINA             | 安永豊   | 朴性厚          | 下司泰弘             | 清水貴子、栗原基彦                                                         |
| 第4話  | BROTHER          | 篠塚智子 | 板井寛樹        | 板井寛樹             | キム・ゼヒョン、かどともあき                                               |
| 第5話  | RING             | 吉村清子 | 許平康          | 許平康 浅見松雄      | 芦谷耕平、小田裕康                                                         |
| 第6話  | INTRICACY        | 村越繁   | 西本由紀夫      | 井之川慎太郎         | 桐谷真咲、桜井このみ、吉田徹 臼井里江                                      |
| 第7話  | SCOUT            | 吉村清子 | 朴性厚          | 高橋謙仁             | キム・ゼヒョン、かどともあき                                               |
| 第8話  | KNIGHT           | 吉村清子 | 朴性厚          | 朴性厚               | 赤井方尚、崔ふみひで                                                       |
| 第9話  | SETTING OFF      | 篠塚智子 | 松尾衡          | 浅見松雄             | 西澤千恵、清水貴子、新沼大祐 栗原基彦、松岡秀明、キム・ゼヒョン            |
| 第10話 | REBIRTH          | 村越繁   | 梅本唯          | 梅本唯               | 小美野雅彦、寺尾憲治 小田裕康                                              |
| 第11話 | KIDNAP           | 村越繁   | 梅本唯          | 白石道太             | 桐谷真咲、挽本敦子、服部益美 松下純子、西山忍                              |
| 第12話 | FAMILY           | 安永豊   | 下司泰弘        | 山田弘和             | かどともあき、松岡秀明                                                     |
| 第13話 | GOD'S WILL       | 吉村清子 | 板井寛樹        | 板井寛樹             | 赤井方尚、崔ふみひで                                                       |
| 第14話 | RELIC            | 村越繁   | 澤井幸次        | Park Jai-ik          | Park Ga-young、Yoo Seung-hee                                               |
| 第15話 | EL DORADO        | 金田一明 | 松尾衡          | 梅本唯 佐藤威        | 栗原基彦、かどともあき、松岡秀明 長岡康史、桐谷真咲、挽本敦子              |
| 第16話 | CHANCE MEETING   | 篠塚智子 | 長田絵里        | 長田絵里             | 長田絵里                                                                   |
| 第17話 | THE SLANT LINED  | 吉村清子 | 朴性厚          | 清水久敏             | 赤井方尚、西澤千恵                                                         |
| 第18話 | ILLUSION         | 金田一明 | 添野恵          | 添野恵               | 芦谷耕平、寺尾憲治、小田裕康                                               |
| 第19話 | FAREWELL         | 金田一明 | 殿勝秀樹 朴性厚 | 山田弘和             | 崔ふみひで、高乗洋子                                                       |
| 第20話 | UTOPIA           | 吉村清子 | いわたかずや    | Park Jae-ik          | You Sung-hee、Park Ga-young Kim Hee-jung                                   |
| 第21話 | CAUSE AND EFFECT | 吉村清子 | 梅本唯          | 梅本唯               | 長田絵里、西澤千恵                                                         |
| 第22話 | YU LIGHT         | 村越繁   | 下司泰弘        | 下司泰弘 Park Jae-ik | 小美野雅彦、寺尾憲治、小田裕康 Park Ga-young、Cho Jung-soon、Yoo Seung-hee |
| 第23話 | MY SISTER        | 金田一明 | 朴性厚          | 林祐一郎             | 赤井方尚、キム・ゼヒョン                                                   |
| 第24話 | FUTURE           | 吉村清子 | 朴性厚          | 朴性厚               | 崔ふみひで、朴性厚                                                         |

## 放送局
※ 下記放送初回の前週にはメインキャストが顔出し出演し、作品・キャスト・スタッフなどを紹介する特別編『「牙狼〈GARO〉 -VANISHING LINE-」 放送直前SP』を放送（スターチャンネルのみ、初回の30分前に放送）。2018年1月5日に『後半戦スタートSP・特別編「PAUSE」』、1月11日に『後半戦突入! ニコ生特番・特別編「GUIDE」』を放送。
| 放送期間                      | 放送時間                     | 放送局           | 対象地域       | 備考           |
| ----------------------------- | ---------------------------- | ---------------- | -------------- | -------------- |
| 2017年10月7日 - 2018年3月31日 | 土曜 1:23 - 1:53（金曜深夜） | テレビ東京       | 関東広域圏     | 基準局         |
|                               |                              | テレビ北海道     | 北海道         | 同時ネット     |
|                               | 土曜 1:53 - 2:23（金曜深夜） | テレビせとうち   | 岡山県・香川県 |                |
|                               | 土曜 2:05 - 2:35（金曜深夜） | テレビ愛知       | 愛知県         |                |
|                               | 土曜 2:10 - 2:40（金曜深夜） | テレビ大阪       | 大阪府         |                |
| 2017年10月8日 - 2018年4月1日  | 日曜 1:55 - 2:25（土曜深夜） | TVQ九州放送      | 福岡県         |                |
| 2017年10月10日 - 2018年4月3日 | 火曜 20:15 - 20:45           | スターチャンネル | 日本全域       | BS放送         |
| 2017年10月13日 - 2018年4月6日 | 金曜 1:00 - 1:30（木曜深夜） | 福井テレビ       | 福井県         | 特別編は未放映 |
| 2017年10月15日 - 2018年4月8日 | 日曜 23:50 - 0:20            | ファミリー劇場   | 日本全域       | CS放送         |
| 2018年1月8日 -                | 月曜 1:30 - 2:00（日曜深夜） | 青森朝日放送     | 青森県         | 特別編は未放映 |

## 関連商品

### DVD・Blu-ray
DVD BOXとBlu-ray BOXが全2巻でポニーキャニオンから発売。2018年3月14日にBOX1が、2018年6月20日にBOX2が発売。

### CD
TOKYO DIVE
2017年10月18日にランティスより発売された、JAM Projectのアルバム。前期オープニングテーマを収録。
ソフィア
2017年11月22日にランティスより発売された、奥井雅美のシングル。前期エンディングテーマを収録。
HOWLING SWORD / Promise
2018年2月28日にランティスより発売された、喜多修平と米倉千尋のシングル。後期オープニングテーマとエンディングテーマを収録。
TVアニメ「牙狼 -VANISHING LINE-」 オリジナルサウンドトラック
2018年4月11日発売。CD2枚組で、ディスク1には35曲、ディスク2には31曲が収録されており、これらの中にテレビサイズの主題歌全4曲が含まれる。また、挿入歌の「Tomorrow With You」もフルサイズで収録されている。なお、劇中で使用された全楽曲は収録されておらず、劇中用に用意された曲の中から主要曲が抜粋されたものとなっている。
牙狼<GARO>黄金歌集「牙狼奏」
2020年9月23日にランティスより発売された、牙狼シリーズのベストアルバム。前期後期のオープニングテーマとエンディングテーマを収録。